# Kannenstieg
Kannenstieg, Magdeburg-Kannenstieg – dzielnica miasta Magdeburg w Niemczech, w kraju związkowym Saksonia-Anhalt. 